# Søndre Frihavn
Søndre Frihavn er et område i den nordlige del af Københavns Havn og er den oprindelige ældre del af Københavns Frihavn fra 1891-1894.
Området inkluderer Langelinie, Indiakaj, Midtermolen, samt området omkring Amerika Plads med Amerikakaj og Dampfærgevej. Mod vest afgrænses Sdr. Frihavn af Kalkbrænderihavnsgade.
55°41′57.07″N 12°35′52.54″Ø / 55.6991861°N 12.5979278°Ø